# Penn (West Midlands)
Penn – dzielnica angielskiego miasta Wolverhampton, położona w West Midlands, w dystrykcie metropolitalnym Wolverhampton. Leży 3,3 km od centrum miasta Wolverhampton, 19,5 km od miasta Birmingham i 183,7 km od Londynu. W 2011 roku dzielnica liczyła 12 718 mieszkańców.